# Parsauni Matha
Parsauni Matha – gaun wikas samiti w środkowej części Nepalu w strefie Narajani w dystrykcie Parsa. Według nepalskiego spisu powszechnego z 2001 roku liczył on 652 gospodarstw domowych i 4624 mieszkańców (2221 kobiet i 2403 mężczyzn).